# Charles de Gaulle
(Charles de Gaulle, Frase pronunciata durante il Discorso tenuto alla "Réunion des Français de Grande Bretagne", alla Kingsway Hall a Londra il 1º marzo 1941 e riportata inoltre sulla statua di de Gaulle sull'avenue des Champs-Élysées (place Clemenceau) a Parigi)
Charles André Joseph Marie de Gaulle, comunemente chiamato il Generale de Gaulle () (Lilla, 22 novembre 1890 – Colombey-les-Deux-Églises, 9 novembre 1970), è stato un generale e politico francese.
Fu capo della Francia libera, poi dirigente del Comitato francese di Liberazione nazionale durante la seconda guerra mondiale, presidente del Governo provvisorio della Repubblica francese dal 1944 al 1946, Presidente del Consiglio dei ministri francese dal 1958 al 1959, creatore della V Repubblica fondata nel 1958, Presidente della Repubblica francese dall'8 gennaio 1959 al 28 aprile 1969. È stato il primo Presidente della quinta Repubblica francese e protocanonico d'onore della Basilica di San Giovanni in Laterano. Cresciuto in una cultura di grandezza nazionale, Charles de Gaulle scelse la carriera di ufficiale. Venne fatto prigioniero durante la prima guerra mondiale. Collaborò con l'entourage di Philippe Pétain e insistette per l'uso delle divisioni di blindati nella guerra contemporanea, scrivendo a diverse personalità politiche. Nel maggio 1940 era a capo di una divisione blindata e condusse diversi contrattacchi durante la battaglia di Francia; fu promosso generale di brigata a titolo temporaneo il 25 maggio 1940. Venne nominato Sottosegretario di Stato alla Difesa nazionale e alla Guerra nel governo Reynaud, durante l'esodo del 1940.
Rifiutò l'armistizio chiesto da Pétain alla Germania nazista. Da Londra lanciò, attraverso la BBC, l'appello del 18 giugno al popolo francese alla resistenza e a raggiungerlo nelle Forze francesi libere. Condannato a morte e privato della nazionalità francese dal regime di Vichy, volle incarnare la legittimità della Francia ed essere riconosciuto come tale degli Alleati. Controllando solamente qualche colonia, ma riconosciuto dalla Resistenza francese, egli unì, nel 1943, la Francia libera all'interno del Comitato francese di Liberazione nazionale, del quale prese la direzione, e condusse il paese alla Liberazione. Favorevole a un potere esecutivo forte, si oppose ai progetti parlamentari dei partiti e si dimise nel 1946. Fondò il Rassemblement du peuple français (RPF), ma il suo rifiuto di ogni compromesso con il «regime dei partiti» lo isolò in una «traversata del deserto» lontano da ogni responsabilità.
De Gaulle fu richiamato al potere nella crisi del 13 maggio 1958, durante la guerra d'Algeria. Nominato presidente del Consiglio dei ministri, fece approvare la Quinta Repubblica francese con un referendum. Eletto presidente della Repubblica, egli volle una «politica di grandezza» della Francia. Consolidò le istituzioni, la moneta (nuovo franco) e diede un ruolo di terza via economica a uno Stato pianificatore e modernizzatore dell'industria, avviando i "Trente Glorieuses" anni di boom economico. Rinunciò progressivamente all'Algeria francese, malgrado l'opposizione dei pieds-noirs (cittadini francesi nati in Nordafrica) e dei militari, che avevano favorito il suo ritorno. Decolonizzò anche l'Africa nera, ma vi mantenne l'influenza francese. De Gaulle era per l'«indipendenza nazionale» in rottura con il federalismo europeo e la divisione di Jalta: egli immaginava dunque una «Europa delle Nazioni» basata sulla riconciliazione franco-tedesca che sarebbe andata «dall'Atlantico agli Urali»; realizzò la forza di dissuasione nucleare francese, ritirò la Francia dal comando militare della NATO, pose un veto all'ingresso del Regno Unito nella Comunità Europea, sostenne il «Québec libero», condannò la guerra del Vietnam e riconobbe la Cina comunista.
La sua visione del potere, cioè di un capo approvato direttamente dalla Nazione, lo oppose ai partiti comunisti, socialisti, centristi pro-europei e di estrema destra. Essi criticavano uno stile di governo troppo personale, quasi un «colpo di Stato permanente», secondo la formula di François Mitterrand, contro il quale de Gaulle venne rieletto nel 1965 al suffragio universale diretto. Superò la crisi del maggio 1968 dopo aver dato l'impressione di volersi ritirare, sciogliendo l'Assemblée nationale e convocando delle elezioni anticipate; i partiti gollisti e di sostegno a de Gaulle ottennero una maggioranza schiacciante: 394 seggi su 487. Ma nel 1969 egli sottomise il suo mandato al risultato del referendum sulla riforma del Senato e la regionalizzazione e si dimise dopo la vittoria del «no». Si ritirò nella sua proprietà à Colombey-les-Deux-Églises, dove morì 18 mesi più tardi.
Charles de Gaulle, considerato come uno dei politici francesi più influenti del suo secolo, fu anche uno scrittore di talento. In particolare lasciò le sue Mémoires de guerre, nelle quali affermò essersi sempre «fatto una certa idea della Francia», giudicando che «la Francia non può essere la Francia senza la grandezza».

## Biografia

### Giovinezza (1890-1939)

#### Famiglia
Nato a Lilla in una famiglia cattolica e fortemente nazionalista, di origine aristocratica (fondata da Thébault de Gaulle nel XVI secolo), de Gaulle era figlio di un professore di storia e letteratura, Henri de Gaulle (1848-1932), che gli fece scoprire il nazionalismo, e di Jeanne Maillot (1860-1940). Il nonno paterno Julien Philippe era storico e scrittore. Charles de Gaulle era il terzo figlio ed aveva tre fratelli e una sorella:
- Xavier de Gaulle (1887-1955), ingegnere, prigioniero di guerra e resistente durante la seconda guerra mondiale, padre di Geneviève de Gaulle-Anthonioz;
- Marie-Agnès de Gaulle (1889-1982), prigioniera di guerra, resistente durante la seconda guerra mondiale, nominata a titolo onorifico colonnello dell'armata rossa nel 1950;
- Jacques de Gaulle (1893-1946), disabile nel 1926 a causa di una encefalite, padre di quattro figli;
- Pierre de Gaulle (1897-1959), resistente, politico e amministratore di società.

#### Carriera militare
Terminati gli studi secondari presso un collegio dei gesuiti stabilitosi al Castello di Antoing, nel 1909 entrò alla scuola militare di Saint-Cyr; nell'ottobre 1912 fu promosso sottotenente e assegnato al 33º reggimento di fanteria, allora comandato dal colonnello Philippe Pétain.
Combatté nella prima guerra mondiale con il grado di tenente nella 11ª compagnia del 33º reggimento di fanteria di Arras. Il 15 agosto 1914 fu ferito durante la battaglia di Dinant, il 15 ottobre 1914 ottenne il comando della 8ª compagnia e ad inizio dicembre assunse il comando del 33º reggimento.
Il 18 gennaio 1915 ricevette la Croix de guerre e il 10 febbraio fu promosso capitano (a titolo temporaneo). Il 6 marzo fu ferito superficialmente a un orecchio e il 10 marzo a una mano a Mesnil-les-Hurlus, venne quindi ospedalizzato. All'inizio di agosto prese il comando della 10ª compagnia e il 3 settembre il grado di capitano diventò definitivo.
Il 26 febbraio 1916 il 33º reggimento di fanteria era a Verdun e partecipò alla battaglia. La 10ª compagnia fu circondata dal nemico nei pressi del fort Douaumont, il 2 marzo fu ferito a una coscia e dato per disperso. Fatto prigioniero fu curato all'ospedale di Magonza. Restò prigioniero fino al termine del conflitto.
Durante i due anni di prigionia conobbe un giovane sottotenente russo, il futuro generale sovietico Michail Tuchačevskij e tentò per ben 5 volte di evadere; rientrò in Francia nel dicembre 1918.
Nel 1919 e 1920 partecipò alla campagna di Polonia con il generale Weygand e prese parte alle operazioni militari condotte dal generale polacco Edward Rydz-Śmigły. Questa esperienza gli valse una citazione da parte del Ministero della Guerra francese e la Virtuti militari polacca.
Nel 1921 ottenne l'incarico di professore di storia militare alla scuola militare di Saint-Cyr.
Tra le due guerre la sua carriera militare conobbe alti e bassi, ma si rivelò comunque piuttosto rapida. Divenne famoso (e controverso) per due proposte: la formazione di un esercito professionale, al posto della leva, e la sua passione per il carro armato, arma di cui divenne uno dei maggiori teorici francesi.
- 30 settembre 1909: ingresso a École spéciale militaire de Saint-Cyr (119° su 221)
- 1º settembre 1912: esce da École spéciale militaire de Saint-Cyr (13° su 221, promotion de Fès)
- 1º ottobre 1913: tenente
- 10 febbraio 1915: capitano
- 2 maggio 1922: ammesso all'École supérieure de guerre
- 31 ottobre 1924: esce dall'École supérieure de guerre
- 25 settembre 1927: chef de bataillon (commandant)
- 25 dicembre 1933: tenente colonnello
- 25 dicembre 1937: colonnello
- 1º giugno 1940: generale di brigata (a titolo temporaneo e con effetto retroattivo)
- 22 giugno 1940: retrogradato a colonnello (dal governo di Vichy)
- 23 giugno 1940: messo in pensione d'ufficio (dal governo di Vichy)

#### Matrimonio

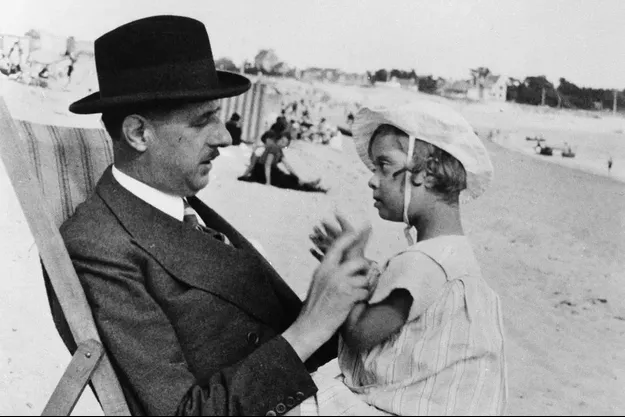
Charles de Gaulle e la figlia Anne, affetta da Sindrome di Down, fotografati al mare nel 1933.

Il 7 aprile 1921 sposò Yvonne Charlotte Anne Marie Vendroux, da cui ebbe tre figli:
- Philippe de Gaulle (1921-2024), ammiraglio e senatore, sposato con Henriette de Montalembert de Cers (1929-2014), da cui avrà quattro figli: Charles de Gaulle (1948-vivente), Yves de Gaulle (1951-vivente), Jean de Gaulle (1953-vivente) e Pierre de Gaulle (1963-vivente);
- Élisabeth de Gaulle (1924-2013), moglie del generale Alain de Boissieu[7] (1914-2006), da cui avrà una figlia: Anne de Boissieu (1959-vivente);
- Anne de Gaulle (1928-1948), affetta da trisomia 21 a cui è dedicata la Fondation Anne-de-Gaulle[8].

### La seconda guerra mondiale (1939-1945)

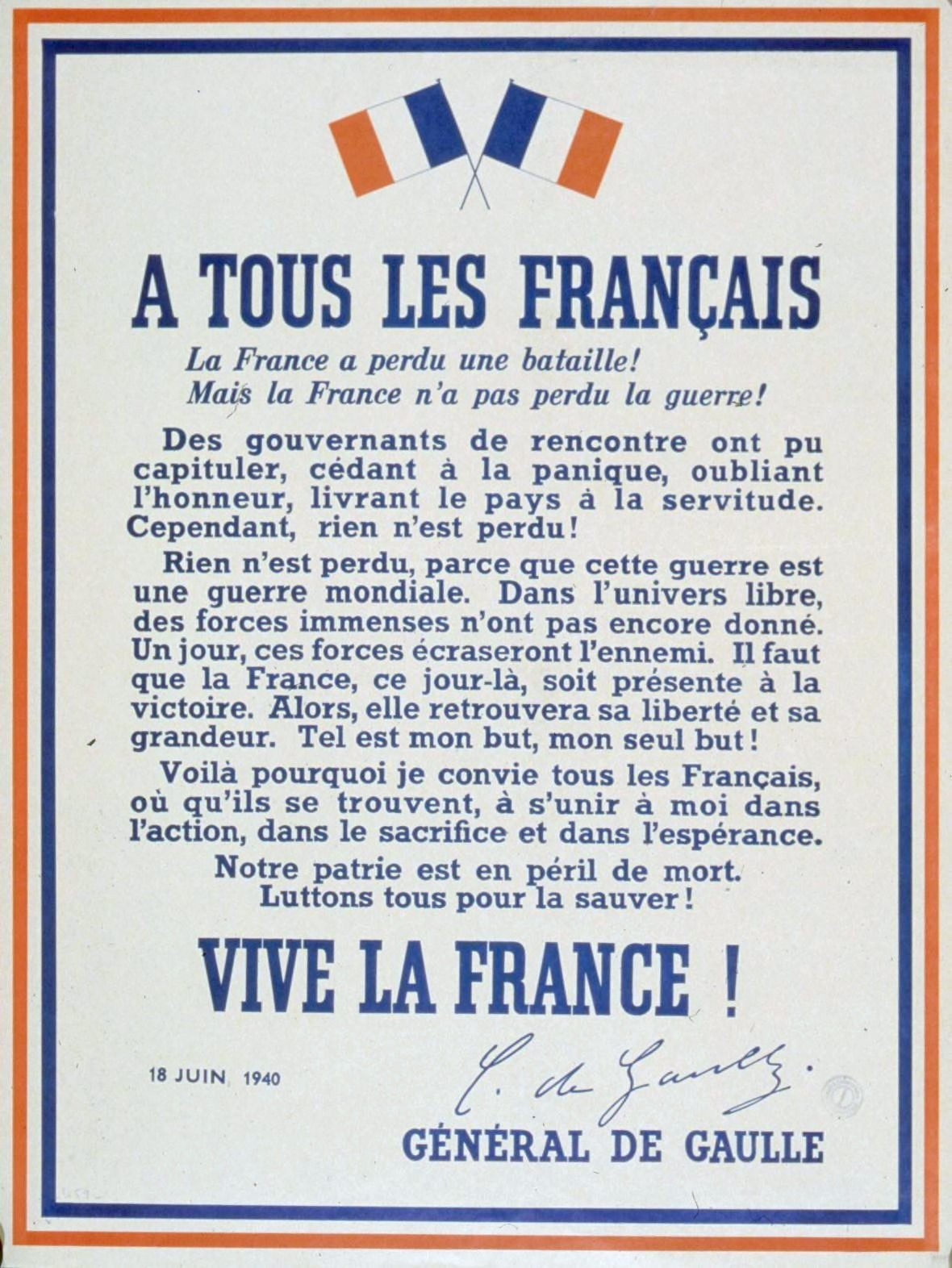
Manifesto del Proclama "A tutti i Francesi!" del 3 agosto 1940 a firma di de Gaulle, pubblicato a Londra.

Al momento dello scoppio della seconda guerra mondiale nel 1939, alla vigilia dell'entrata in guerra della Francia, sottolineò l'insufficienza della difesa, ma non venne preso in considerazione. Promosso generale di brigata a titolo provvisorio, il 6 giugno 1940 entrò nel governo di Paul Reynaud come sottosegretario di Stato alla Difesa nazionale. De Gaulle si oppose all'armistizio con i tedeschi e lasciò la Francia per la Gran Bretagna il 15 giugno 1940.

#### L'Appello e laFrance libre
Nel Regno Unito, Churchill sostenne de Gaulle come voce della Francia anti-nazista, contro il parere del suo governo che avrebbe preferito personaggi più di spicco. Alla fine passò la scelta di de Gaulle, e la BBC trasmise l'appello del 18 giugno ai francesi, da Londra, esortandoli a resistere ai tedeschi e alla richiesta di armistizio avanzata dal governo Pétain: fu il segnale d'inizio della resistenza francese ai nazisti.
Mentre in Francia il Regime di Vichy lo condannava a morte in contumacia per tradimento, in luglio de Gaulle, al sicuro in Gran Bretagna, cominciò a organizzare France libre (Francia libera). All'inizio si trattava di suscitare la resistenza ai tedeschi a partire dai possedimenti coloniali, che la madrepatria aveva più difficoltà a controllare; queste forze vennero poi collegate alle forze di resistenza francesi, e France libre divenne France combattante.
In quegli anni de Gaulle fu imposto come rappresentante della Francia libera di fronte al mondo in generale e all'Inghilterra in particolare, anche grazie alla preziosa collaborazione del Capitano Teyssot, suo "assistente" dal 1942 al 1944. La sua preoccupazione era quella di salvaguardare fin dall'inizio gli interessi e l'immagine della Francia sconfitta durante e dopo il conflitto, a partire dalla garanzia del mantenimento dei possedimenti coloniali, senza perdere di vista un momento l'onore e la grandeur francesi. Per garantire l'indipendenza della propria organizzazione, de Gaulle volle che gli stessi aiuti finanziari che il Regno Unito forniva a France Libre fossero rimborsabili - e furono effettivamente rimborsati molto prima della fine della guerra.

#### La Liberazione
I rapporti di de Gaulle con Churchill erano spesso conflittuali e competitivi, ma sempre sostenuti da un forte rispetto reciproco. Altra era la situazione con Roosevelt: i due, provenienti da due diverse tradizioni politiche, si detestavano, e una battuta di de Gaulle con Churchill spiega in parte l'atteggiamento francese di fronte all'arroganza dello statunitense: "Sono troppo povero per inchinarmi".
Malgrado la scarsa collaborazione degli alleati, de Gaulle riuscì a sbarcare ad Algeri nel maggio 1943. Lì creò con il generale Henri Giraud il Comitato francese di Liberazione nazionale (CFLN), per unificare la direzione dell'Impero liberato, e ne venne posto presto al comando. Nel giugno 1944 il CFLN prese il nome di "Governo provvisorio della Repubblica francese" (GPRF) e arrivò a Parigi liberata il 25 agosto 1944.
Il 21 aprile 1944, con un'ordinanza del Comitato francese di Liberazione nazionale, de Gaulle accordò il diritto di voto alle donne; questo diritto fu confermato in seguito da un'altra ordinanza del 5 ottobre del Governo provvisorio della Repubblica francese; le donne votarono per la prima volta in occasione delle elezioni municipali il 23 aprile 1945.
Con la Liberazione de Gaulle avviò varie riforme, dalle nazionalizzazioni all'istituzione di un sistema di sicurezza sociale moderno. Dal 3 giugno 1944 al 2 novembre 1945 fu capo del governo provvisorio, e dal 2 novembre 1945 al 20 gennaio 1946 presidente del consiglio. Ma la politica riprese il suo spazio e i suoi tempi, e l'uomo era impaziente e non approvava la costituzione della Quarta repubblica.

### La politica durante la IV Repubblica (1946-1958)
Così nel gennaio 1946 de Gaulle si dimise e rifiutò la proposta del capo del governo di elevarlo nell'aprile di quell'anno al rango di maresciallo di Francia.
Nel 1947 fondò il suo movimento politico, il Rassemblement du Peuple Français (RPF), con l'obiettivo di trasformare la politica francese. Esso raccolse grandi consensi elettorali tra il 1947 e il 1948 (35% dei voti alle municipali, 42% tra i senatori eletti), tuttavia rigettando in blocco il sistema della Quarta Repubblica. 
Nel 1951 l'RPF ottenne il 22,3 % dei suffragi e 117 deputati, ma già l'anno successivo ne perse prima 27, e poi 55, che aderirono ad altri partiti.
Progressivamente perse quindi importanza, e alle elezioni municipali del 1953 l'RPF perse metà dei propri voti.
Scontento dei risultati, de Gaulle si ritirò dalla vita politica nel 1953 rimanendo appartato a Colombey-les-deux-Eglises, mentre di fatto il partito venne messo "in sonno" nel 1955. Gli restarono accanto i sostenitori più fedeli come Jacques Chaban-Delmas, Michel Debré, Jacques Foccart, Roger Frey, Olivier Guichard e André Malraux, i cosiddetti "baroni del gollismo" che avranno un ruolo eminente negli anni successivi.

#### Il ritorno sulla scena
Rientrò in scena allorché la crisi delle dominazioni coloniali successiva alla fine della guerra bussò anche alle porte della Francia. I fallimenti in Indocina e in Algeria travolsero la Quarta Repubblica, in particolare la vicenda algerina, gestita in modo maldestro dai governi di coalizione e causa principale della crisi costituzionale del maggio 1958. 
Infatti il governo di Pierre Pflimlin, che si era installato il 14 maggio, si dimise il 28 maggio. Nel frattempo de Gaulle, con la dichiarazione del 15 maggio, si dichiarò pronto ad assumere i poteri della Repubblica e, nella conferenza stampa del 19 maggio, confermò la sua volontà di rendersi utile per il Paese ma in un quadro strettamente legale e nel rispetto delle libertà pubbliche. Il 29 maggio il presidente René Coty fece appello "al più illustre dei francesi". De Gaulle accettò e il 1º giugno 1958 formò il governo e il giorno dopo ottenne i pieni poteri dall'Assemblea nazionale francese e divenne Presidente del Consiglio, con poteri quasi equivalenti a quelli della prima Costituente.
Come aveva annunciato, utilizzò questo potere per far redigere una nuova Costituzione sulla base delle idee enunciate nel discorso di Bayeux. Questa Costituzione mirava a esautorare la dialettica parlamentare, che egli stesso definiva la "dittatura parlamentare" (cioè quell'assetto istituzionale per il quale il potere di veto delle minoranze parlamentari, in un'Assemblea estremamente frazionata e rissosa, finisce per paralizzare le possibilità di azione dell'esecutivo, condanna i governi all'instabilità e genera una politica caotica), prevedendo una notevole concentrazione di poteri nelle mani dell'esecutivo (Presidente della Repubblica e governo da lui nominato) a discapito del Parlamento. Il presidente della Repubblica, in base agli articoli 6 e 7 della Costituzione, è eletto da un collegio di grandi elettori.
La nuova Costituzione, approvata con il 79,25% di voti favorevoli nella Francia metropolitana al referendum del 28 settembre, segnò il passaggio della Francia alla Quinta Repubblica con i poteri dell'esecutivo fortemente rafforzati. Le elezioni dell'Assemblea nazionale del 23 e 30 novembre (rispettivamente, primo e secondo turno elettorale) accordarono una larga maggioranza ai partiti gollisti.
Il 21 dicembre de Gaulle fu eletto Presidente della Repubblica con oltre il 78% dei voti dei grandi elettori. L'8 gennaio 1959 all'Eliseo avvenne il passaggio delle consegne con René Coty, l'ultimo presidente della Quarta Repubblica.
Nel 1958 de Gaulle fu nominato Persona dell'anno dalla rivista statunitense Time, secondo e sinora ultimo francese a essere nominato dalla rivista.

### Presidente della Quinta Repubblica (1959-1969)

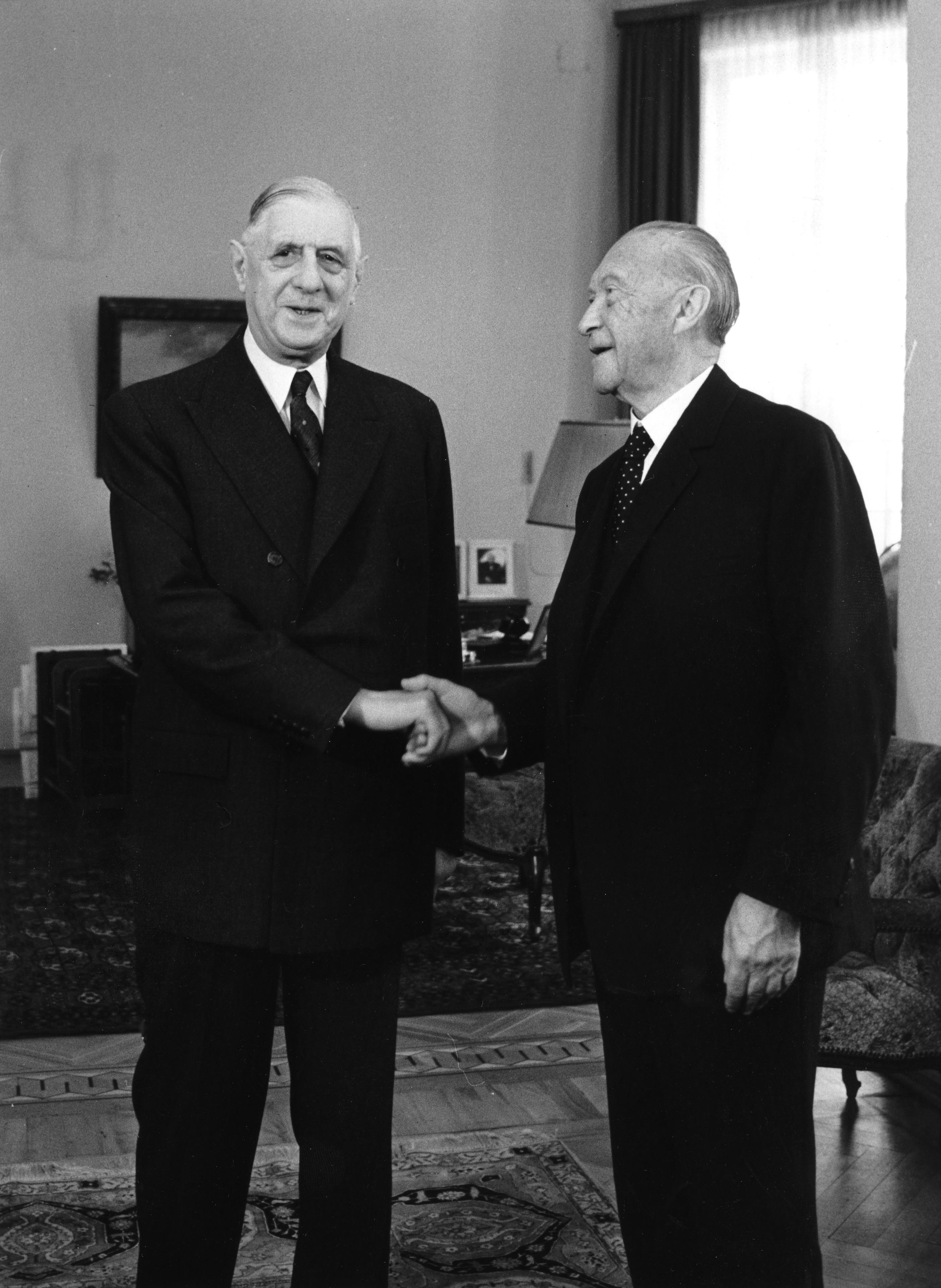
De Gaulle e Konrad Adenauer il 4 luglio 1963.

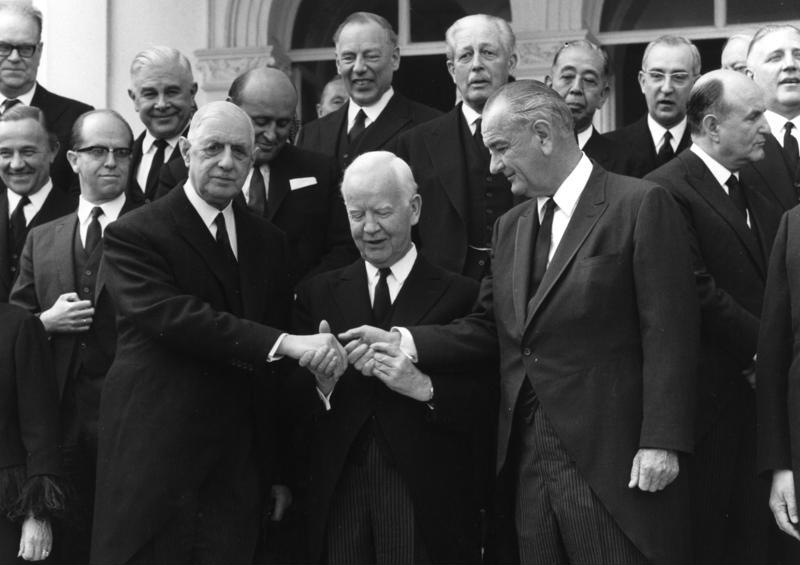
De Gaulle, Heinrich Lübke e Lyndon B. Johnson il 25 aprile 1967.

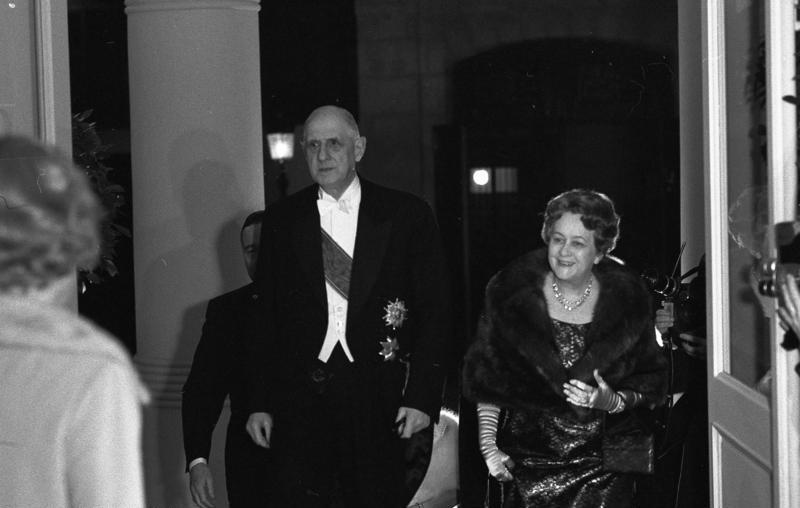
De Gaulle e la moglie Yvonne il 3 febbraio 1968.

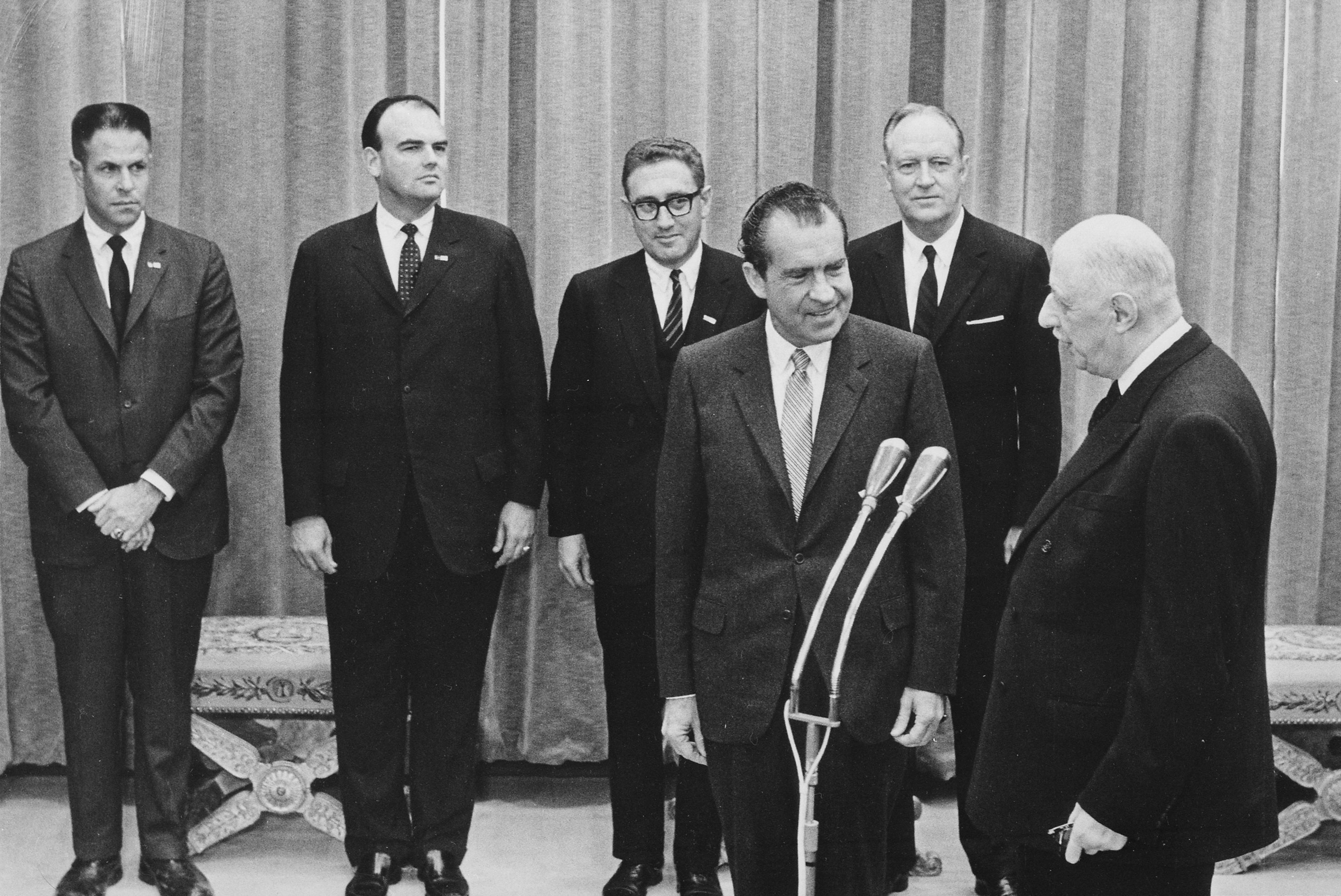
De Gaulle e Richard Nixon il 3 febbraio 1969 (in secondo piano, da sinistra: R.H. Haldeman, John Ehrlichman, Henry Kissinger e William P. Rogers).

Assunta la presidenza, de Gaulle perseguì quelli che considerava gli obiettivi strategici della Francia:
- misure economiche di sostegno all'economia (con l'introduzione del nuovo franco);
- forte affermazione, nel pieno della guerra fredda, dell'indipendenza della Francia sia dal blocco sovietico (de Gaulle era profondamente e radicalmente anticomunista), sia dal dominio statunitense sull'Europa (a questo scopo dotò la Francia di proprie risorse nucleari, la force de frappe) e pose il veto per due volte all'ingresso del Regno Unito nella CEE, considerato la longa manus degli USA in Europa. Nel 1964 la Francia riconobbe la Repubblica Popolare Cinese;
- concessione dell'indipendenza all'Algeria (nel 1962, sulla base di due referendum popolari: sugli accordi di Évian e d'autodeterminazione dell'Algeria[18]), nella forte consapevolezza che la guerra d'Algeria non poteva essere vinta, nonostante la forte e violenta opposizione di una parte dei francesi: le rivolte dei pieds-noirs, il terrorismo dell'OAS come nel caso dell'attentato di Pont-sur-Seine, il tentativo di putsch dei generali di Algeri nell'aprile del 1961[19] e gli attentati contro la stessa persona di de Gaulle, in particolare il 22 agosto 1962, quando il generale sfuggì a un attentato a Clamart insieme alla moglie, al genero (all'epoca colonnello) Alain de Boissieu[7] e all'autista, perpetrato dall'OAS e organizzato da Jean-Marie Bastien-Thiry, che per questo motivo fu l'ultimo condannato a morte per fucilazione (la pena di morte in Francia avveniva unicamente tramite la ghigliottina, tranne nei casi di crimini contro la sovranità dello stato nei quali era prevista la fucilazione).

#### La riforma del 1962
Nel 1962 de Gaulle propose un emendamento agli articoli 6 e 7 della Costituzione per consentire l'elezione diretta del Presidente della Repubblica, nonostante la forte opposizione di quasi tutte le forze politiche rappresentate all'Assemblea nazionale. Di fronte a ciò, la procedura di riforma costituzionale (che, regolata dall'articolo 89 della Costituzione, richiedeva - e tuttora richiede - almeno un'approvazione a maggioranza di entrambe le camere) si rivelò irta di ostacoli. Charles de Gaulle decise allora di ricorrere al potere presidenziale - previsto dall'articolo 11 della Costituzione - di indire un referendum popolare su proposta del governo concernente, tra l'altro, un progetto di legge riguardante l'organizzazione dei pubblici poteri.
L'Assemblea nazionale, per reazione al "colpo di mano" del presidente, sfiduciò il governo di Georges Pompidou (5 ottobre) e de Gaulle decise d'indire nuove elezioni. Anche se la forzatura della norma costituzionale era abbastanza evidente (l'articolo 11 si riferisce a leggi ordinarie, mentre le riforme della costituzione richiedono la procedura "rinforzata" di cui all'articolo 89), il 28 ottobre l'emendamento venne approvato dal corpo elettorale, con il 62,25% dei voti. Le successive elezioni politiche del 18 e 25 novembre videro una notevole affermazione gollista.
Adito dal Presidente del Senato il Conseil Constitutionnel (6 novembre 1962) contro tale "forzatura" costituzionale, questo rispose di non essere competente a giudicare questa questione perché il suo compito di giudicare in conformità della Costituzione le leggi organiche e le leggi ordinarie si "ferma" davanti alle leggi adottate dal popolo mediante Referendum. Ciò risultava dallo spirito della Costituzione che aveva fatto del Conseil Constitutionnel un organo regolatore dei pubblici poteri che visiona unicamente le leggi votate dal Parlamento e non anche quelle adottate dal popolo con Referendum, le quali costituiscono l'espressione diretta della sovranità nazionale.
Nel 1963 fu uno dei candidati per il Premio Nobel per la letteratura.

#### Il secondo mandato presidenziale
Nel 1965 si concluse il primo mandato presidenziale di de Gaulle e si svolsero le prime elezioni presidenziali a suffragio universale diretto. Al primo turno de Gaulle si fermò al 44,65% dei voti e fu costretto al turno di ballottaggio da François Mitterrand, secondo con il 31,72% dei voti, anche a causa della candidatura del centrista Jean Lecanuet, terzo con il 15,57% dei voti. Al secondo turno de Gaulle ottenne un nuovo mandato settennale, con il 55,20% dei voti.
De Gaulle continuò a promuovere energicamente l'indipendenza e un forte ruolo della Francia in politica estera:
- mantenne il rifiuto all'entrata della Gran Bretagna nella CEE e sostenne l'Europa delle nazioni contro ogni modello di Europa sovranazionale, immaginandola imperniata sull'asse franco-tedesco ed estesa, in prospettiva, dall'Atlantico agli Urali;
- condannò l'intervento statunitense contro i comunisti in Vietnam (in questa chiave, nel 1966 ritirò la Francia dal comando militare integrato della NATO ed espulse tutte le basi statunitensi dal territorio francese, pur continuando a partecipare all'Alleanza atlantica)[22];
- nel 1967 dichiarò l'embargo contro Israele per la guerra dei sei giorni fulmineamente condotta (e vinta) contro l'Egitto, la Siria e la Giordania;
- nel 1967, durante un viaggio ufficiale in Canada, pronunciò dal balcone del municipio di Montréal – nel Québec francofono, nel Canada francese – la celebre frase Vive le Québec libre! (Viva il Québec libero!)[23].

La fase di forte inquietudine sociale culminata nel Maggio francese parve riportare de Gaulle ai tempi dell'appello del 18 giugno o della guerra d'Algeria; inizialmente scelse di allontanarsi da Parigi per incontrare a Baden Baden il generale Jacques Massu, comandante delle forze francesi in Germania. In sua assenza, il primo ministro Georges Pompidou riuscì a padroneggiare la situazione e al rientro di de Gaulle, un milione di sostenitori del gollismo sfilò per Parigi. Il Presidente sciolse l'Assemblea nazionale e stravinse le elezioni del giugno 1968, con il partito gollista che ottenne 294 seggi su 487 e una maggioranza presidenziale di 394 deputati.
Ma l'anno dopo il Presidente perse con uno scarto minimo il referendum sulla riforma del Senato e la regionalizzazione, che prevedeva la "costituzionalizzazione delle Regioni come collettività territoriali" e la "riforma del Senato". Ma dissentirono da lui perfino alcuni autorevoli ex membri del governo come Valéry Giscard d'Estaing, e nell'indire il referendum, de Gaulle preannunciò che, in caso di esito negativo, ne avrebbe tratto tutte le conseguenze del caso.

### Dopo la presidenza (1969-1970)

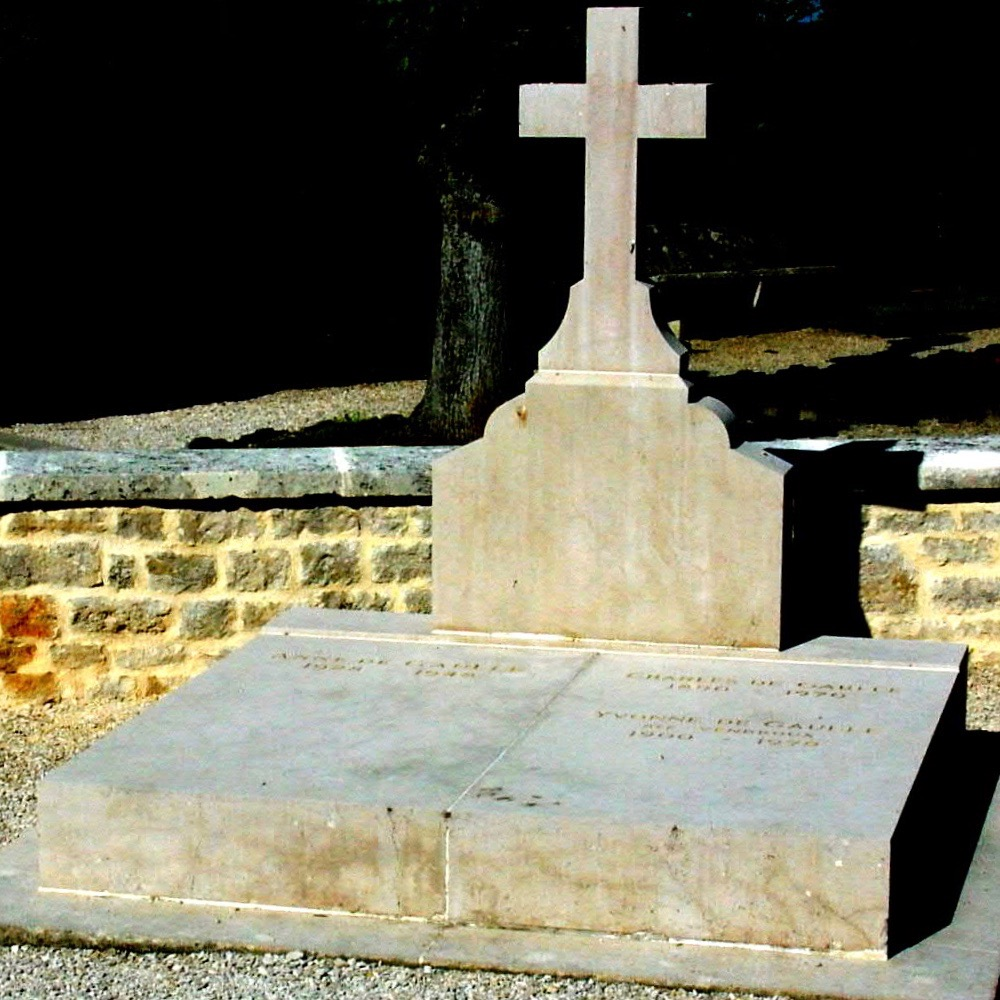
La tomba di de Gaulle Colombey-les-Deux-Églises.

Preso atto dei risultati del referendum, il 28 aprile 1969 annunciò le proprie dimissioni con effetto immediato da mezzogiorno.
Per evitare di essere implicato nella campagna elettorale per la sua successione, partì per un soggiorno di un mese (dal 10 maggio al 19 giugno, da dove votò per procura per il nuovo Presidente) in Irlanda, a Sneem (dal 10 al 23 maggio), a Cashel (dal 24 al 3 giugno), a Killarney (dal 4 al 17) e infine a Dublino (17-19 giugno), dove fu ricevuto il 17 giugno dal Presidente della Repubblica d'Irlanda Éamon de Valera all'Áras an Uachtaráin.
L'anno successivo, dal 3 al 27 giugno 1970, effettuò un viaggio privato in Spagna, e fu ricevuto dal generale Franco, l'8 giugno a Madrid. De Gaulle in seguito passò la maggior parte del tempo nella sua residenza de La Boisserie a Colombey-les-Deux-Églises, dove lavorò al seguito delle sue Mémoires de guerre, il 18 settembre fu pubblicato il 5° (e ultimo) volume di Discours et messages e il 12 ottobre il 1° volume di Mémoires d'espoir: la morte gli impedirà di completare il 2° volume (solo i primi due capitoli erano pronti per la stampa) e di redigerne il 3°.
Il 9 novembre 1970, com'era sua abitudine, il Generale cominciò un solitario nella biblioteca della sua abitazione a Colombey; verso le 19:00 ebbe un malore causato dalla rottura di un aneurisma e morì alle 19:30. Nell'annunciare la sua morte in televisione, il nuovo presidente della Repubblica Georges Pompidou pronunciò la frase: «Françaises, Français, le général de Gaulle est mort. La France est veuve» ("Francesi, Francesi, il generale de Gaulle è morto. La Francia è vedova").
I funerali furono celebrati il 12 novembre 1970 in forma privata a Colombey-les-Deux-Églises, il feretro fu trasportato su un engin blindé de reconnaissance dalla Boisserie verso la chiesa del villaggio, in presenza di una grande folla, di una delegazione dell'Armée française e dei compagni dell'Ordine della Liberazione. Una messa in memoria, in presenza di numerosi capi di Stato stranieri (tra cui Gustav Heinemann, Richard Nixon, Baldovino del Belgio, Carlo, principe di Galles, Giuseppe Saragat e Nikolaj Viktorovič Podgornyj), si tenne nella cattedrale di Notre-Dame.
De Gaulle è sepolto nel cimitero di Colombey-les-Deux-Églises, accanto alla figlia Anne e insieme alla moglie Yvonne (morta 9 anni dopo); a qualche metro riposano il genero Alain de Boissieu (1914-2006) e la figlia Elisabeth (1924-2013), il figlio Philippe (1921-2024) e la nuora Henriette (1929-2014).

## Posterità

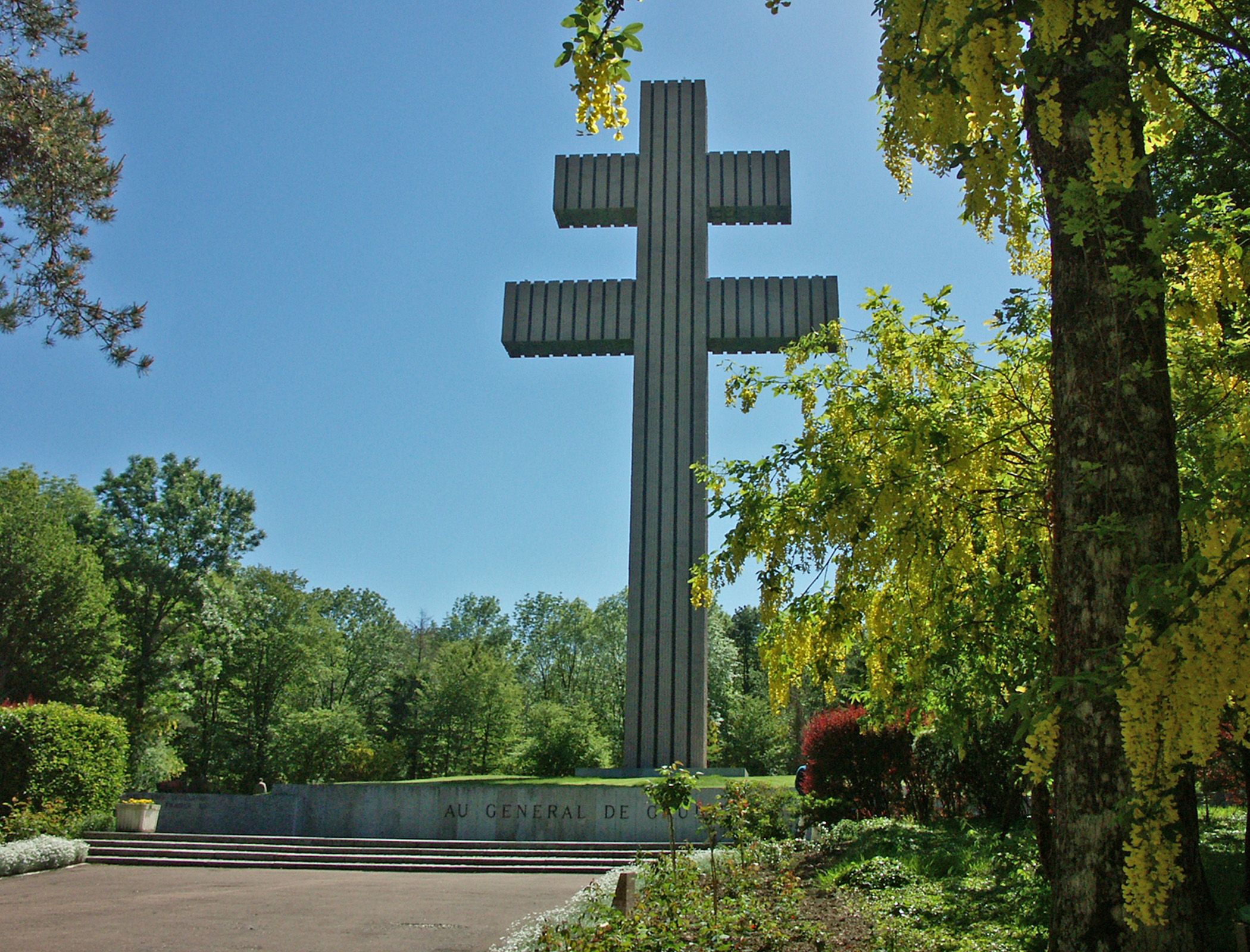
L'imponente Croce di Lorena del Mémorial Charles de Gaulle, a Colombey-les-Deux-Églises.

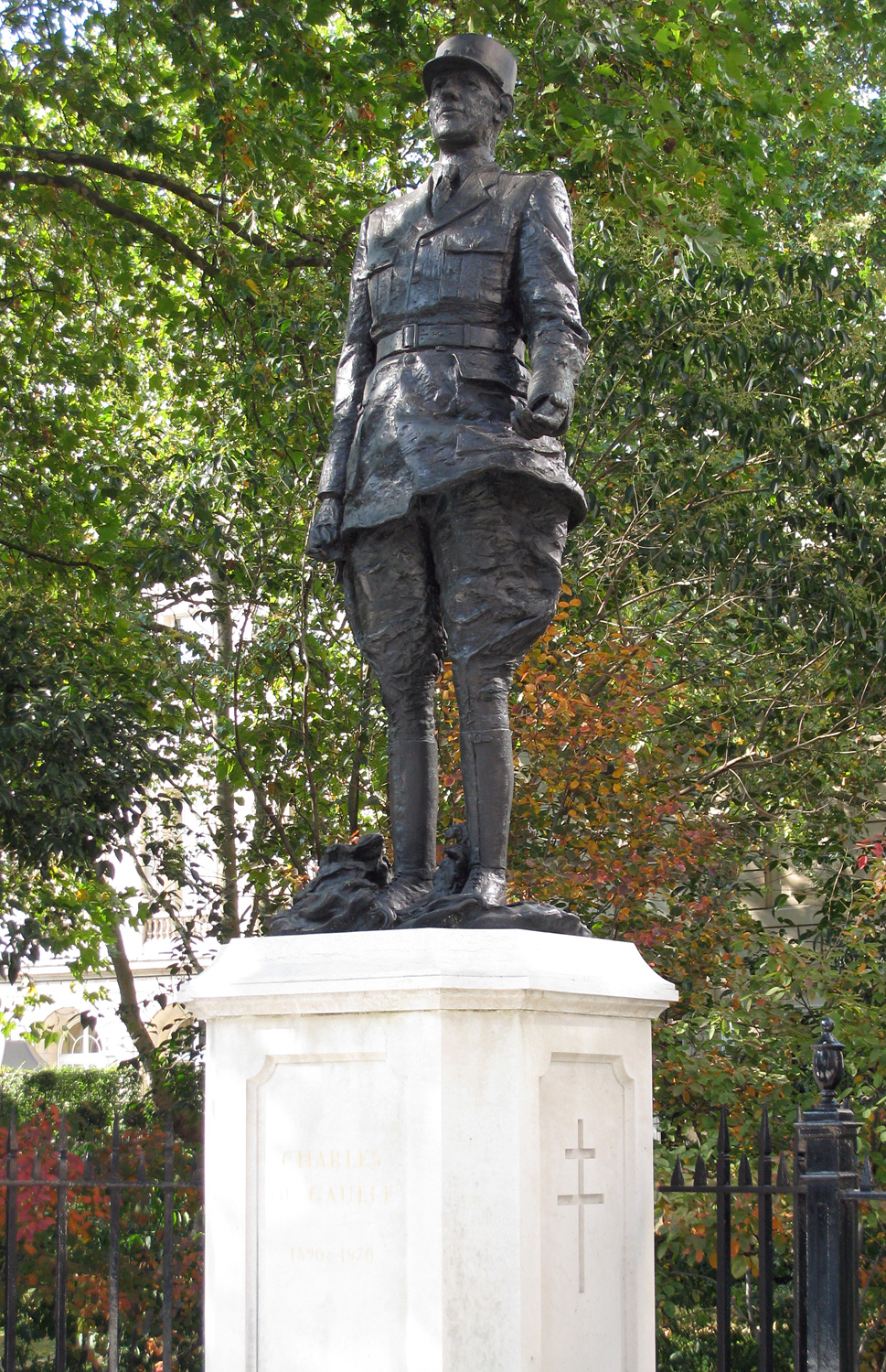
La statua del Generale de Gaulle a Carlton House Terrace a Londra, davanti al suo QG del 1940.

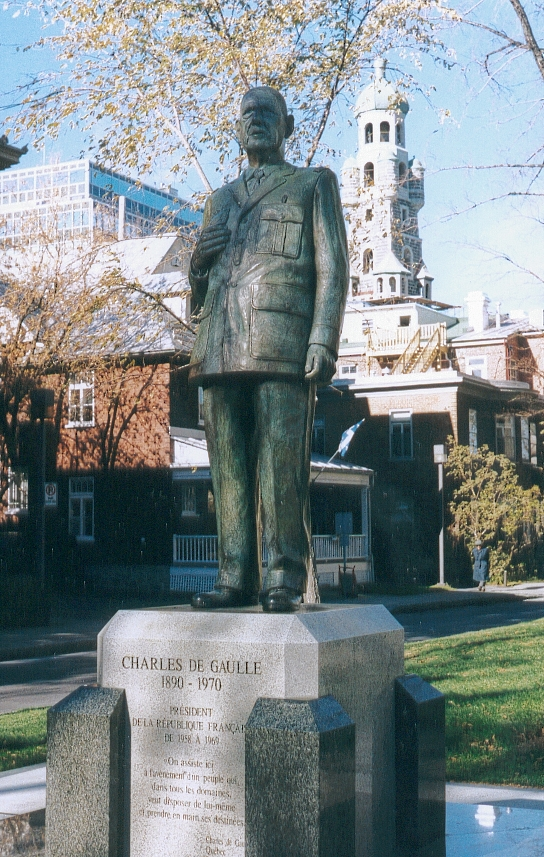
La statua del Generale de Gaulle sul Cours du Général-De Montcalm a Québec, accanto all'Hôtel Le Concorde Québec.

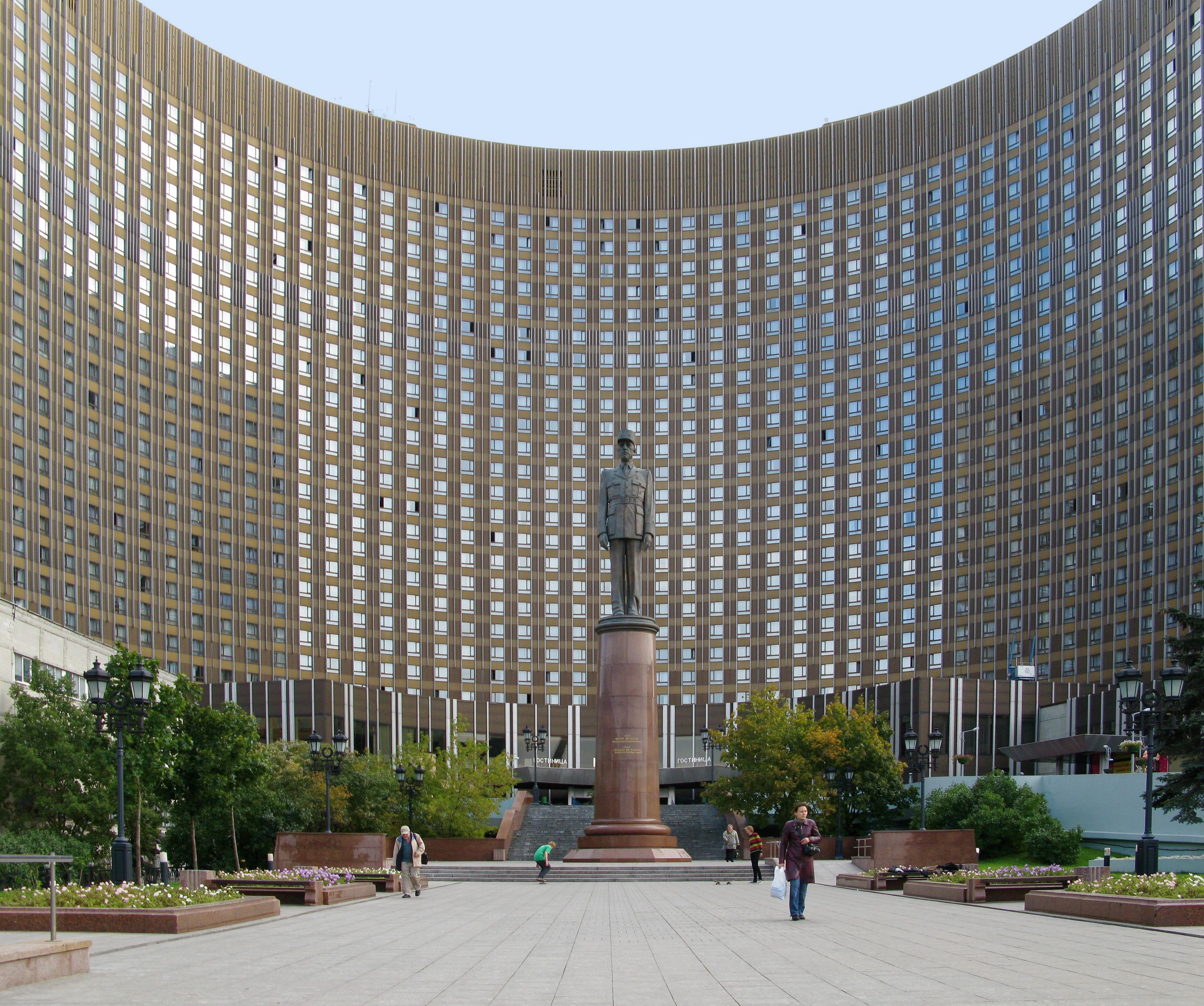
La statua del Generale de Gaulle sulla Piazza Charles de Gaulle a Mosca, davanti all'Hotel Cosmos.

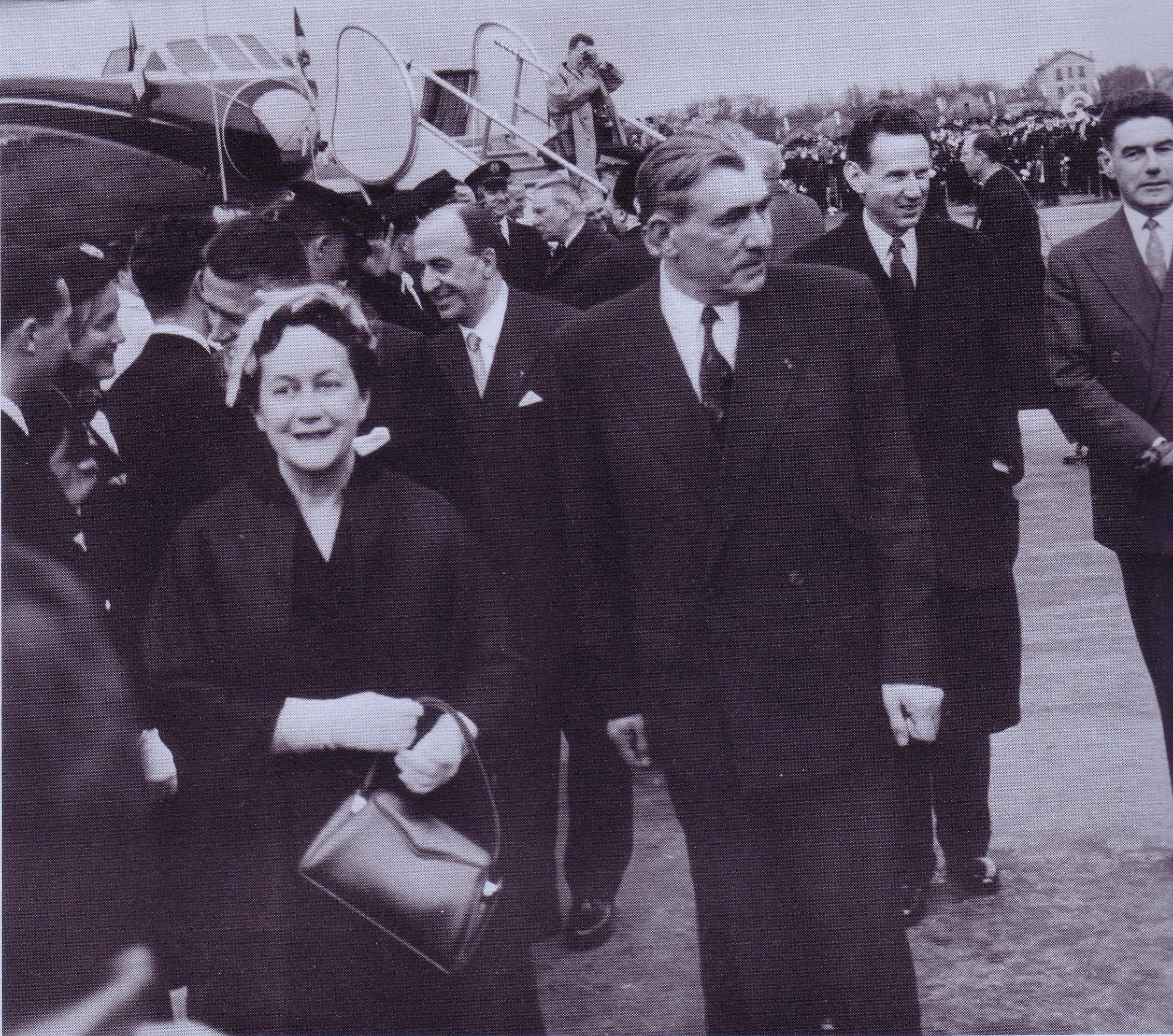
Yvonne de Gaulle "battezza" il primo Caravelle Lorraine dell'Air France il 23 marzo 1959.

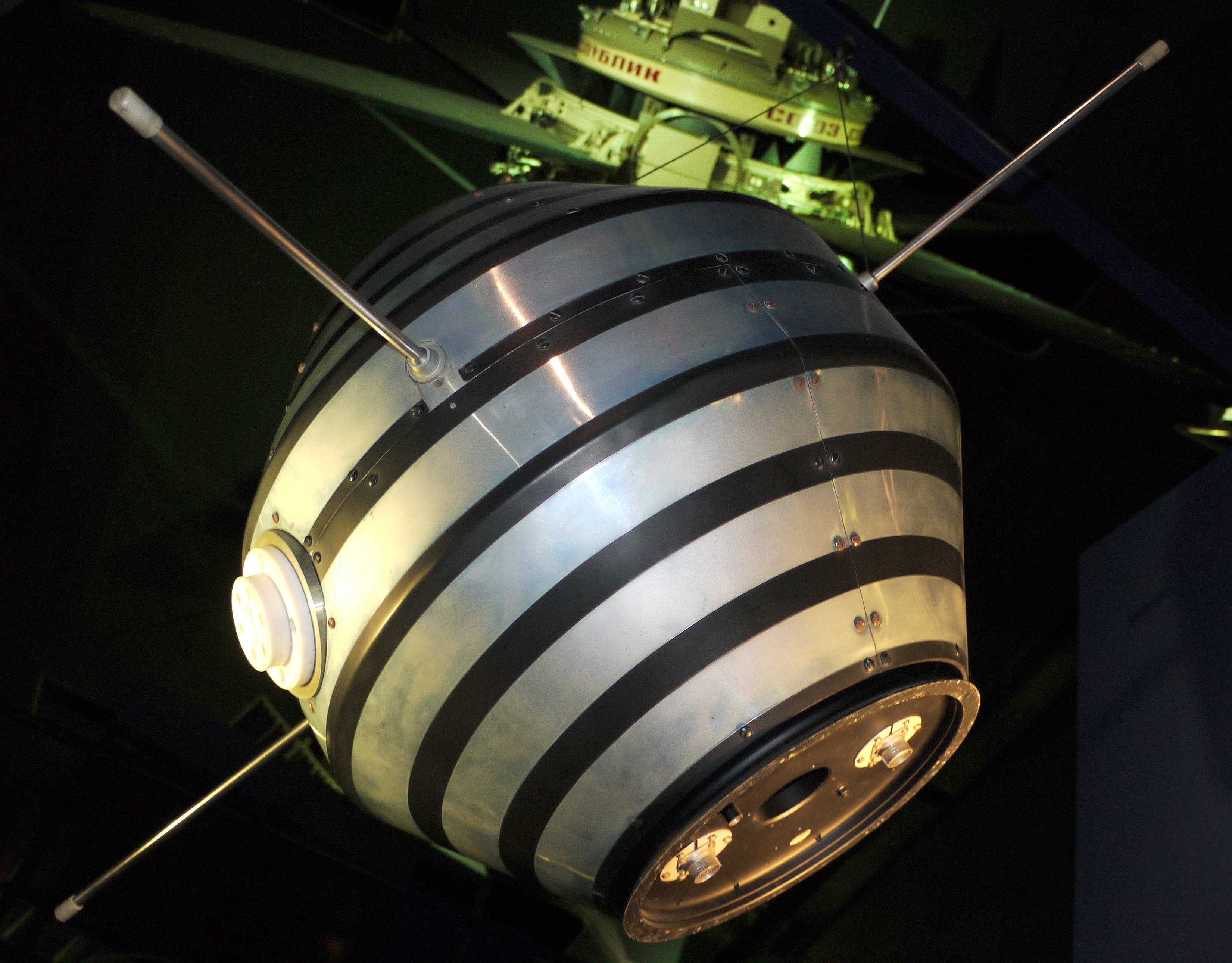
Con il lancio di Astérix, nel 1965, la Francia è il quinto paese a lanciare un satellite nello spazio dopo l'URSS, gli USA, il Canada e l'Italia.

### Omaggi
Alcune settimane dopo la morte di de Gaulle, il 23 dicembre 1970, fu adottata la legge nº 70-1206 sull'«esonero dei diritti di mutazione sulla successione del generale de Gaulle» per «servizi eccezionali resi alla Nazione». La legge fu presentata al Parlamento dal segretario di Stato all'Economia e alle Finanze, Jacques Chirac.
Nel 1972, è stato inaugurato sulle colline di Colombey-les-Deux-Églises, il Mémorial Charles-de-Gaulle, segnalato da una grande croce di Lorena in granito. Il nuovo mémorial Général de Gaulle fu inaugurato l'11 ottobre 2008 dal Presidente francese Nicolas Sarkozy e dalla Cancelliera tedesca Angela Merkel.
Inaugurato nel febbraio 2008 nel sottosuolo dell'Hôtel des Invalides, l'historial Charles de Gaulle è una della componenti del Musée de l'Armée.
Il nome di Charles de Gaulle è stato dato a numerose arterie, ponti o immobili importanti dei comuni francesi: nel 2007, la Fondation Charles-de-Gaulle contava 3 634 comuni che avevano una o più vie «de Gaulle», le municipalità di destra o di centro sceglievano generalmente la forma militare «Général-de-Gaulle», mentre quelle di sinistra più generalmente la forma civile «Charles-de-Gaulle». Si possono citare in particolare la place Charles-de-Gaulle (ex place de l'Étoile) e il pont Charles-de-Gaulle a Parigi o l'Aéroport Charles-de-Gaulle (ex Aéroport de Roissy).
Il 4 aprile 2005, durante una trasmissione di France 2 diffusa in diretta dal Sénat, egli è stato designato dai telespettatori come «il più grande francese di tutti i tempi», superando anche Louis Pasteur, l'Abbé Pierre, Marie Curie, Coluche, Victor Hugo. Una parte dei centristi, ma anche della sinistra, come Régis Debray, ha dichiarato di trovare in lui una fonte d'ispirazione.
Secondo un sondaggio effettuato nel 2005, nel contesto del 10º anniversario della morte di François Mitterrand, quest'ultimo, all'epoca solo presidente di sinistra della V Repubblica, è considerato come il miglior presidente dal 35%, seguito da Charles de Gaulle (30%) e Jacques Chirac (12%), che si rivendica gollista.
Un altro sondaggio realizzato da BVA nel 2009 indica che l'87% dei francesi giudicano positivamente la presidenza di de Gaulle, classificandolo così in prima posizione tra i presidenti della V Repubblica. Un altro sondaggio di BVA nel 2013 va nella stessa direzione: con 89% di opinioni positive de Gaulle appare come il presidente preferito dei francesi, mentre Mitterrand non è che in quinta posizione con 55%, dietro Pompidou (83%), Chirac (58%) e Giscard d'Estaing (57%).
Nel novembre 2010, in occasione del 40º anniversario della sua scomparsa, un sondaggio di TNS Sofres qualifica de Gaulle come «personaggio il più importante della storia di Francia» per il 44%, davanti a Napoleone (14%), Carlo Magno (14%), Jean Jaurès (12%), Luis XIV (7%) e Léon Blum (4%). Un'inchiesta realizzata dall'Ifop nell'aprile 2011 indica che il 45% dei francesi considerano il generale de Gaulle come colui che ha maggiormente cambiato la Francia, superando tutti gli altri presidenti della V Repubblica [Mitterrand (29%), Sarkozy (11%), Chirac (8%), Giscard d'Estaing (3%) e Pompidou (3%)].
Delle statue sono state erette in sua memoria anche all'estero: a Québec, Londra, Varsavia o Mosca. La Repubblica Popolare Cinese gli è pubblicamente molto riconoscente perché de Gaulle l'aveva riconosciuta diplomaticamente nel 1964. Israele invece riteneva più duramente le sue dichiarazioni sensazionali del 1967 che il culto popolare che era voluto all'«uomo del 18 giugno», che si poteva confrontare fino a quel momento, come ricordato da Éric Roussel, a quello di «Padre della Nazione» di David Ben Gurion. Il mondo arabo si ricorda di lui per le sue critiche contro l'occupazione di Gaza e della Cisgiordania. Ben Bella rese omaggio a de Gaulle come al più valoroso degli avversari del FLN: «Capo militare, è lui che ha portato contro di noi i colpi più duri», ma che finì per accettare l'indipendenza algerina; in effetti, per Ben Bella: «De Gaulle guardava più lontano» e «De Gaulle non era un politicante. Aveva quella dimensione internazionale che manca troppo spesso ai dirigenti attuali». A coloro che gli rimproveravano di essere rimasto un "cliente della Francia gollista" (Françafrique) Léopold Sédar Senghor replicava che pochi capi di Stato occidentali potevano vantarsi di aver rischiato personalmente la propria vita per realizzare l'indipendenza delle colonie. Il Líder Máximo Fidel Castro aveva dichiarato davanti a delle telecamere di aver trovato in de Gaulle un modello dopo la lettura delle sue Mémoires de guerre. L'America Latina o il Vietnam apprezzano l'uomo che si opponeva alla dominazione statunitense, il Québec colui che rifiutava la predominanza anglofona.
Luoghi gaulliens
- Association Charles de Gaulle e Institut Charles de Gaulle - Liban (dal 2014) a Beirut[34];
- "Boisserie", la dimora ufficiale della famiglia de Gaulle a Colombey-les-Deux-Églises;
- "Croix de Lorraine" a Colombey-les-Deux-Églises;
- Historial Charles-de-Gaulle (dal 2008) presso il Musée de l'Armée all'Hôtel des Invalides a Parigi;
- Institut Charles-de-Gaulle (1971-2006) e Fondation Charles-de-Gaulle (dal 1991)
- "Maison natale" di Charles de Gaulle a Lilla;
- Mémorial Charles-de-Gaulle (dal 1972) a Colombey-les-Deux-Églises;

Altri luoghi intitolati a de Gaulle
- Aeroporto di Parigi Charles de Gaulle (dal 1974);
- Charles de Gaulle-Étoile (dal 1970) stazione della metropolitana di Parigi;
- Charles de Gaulle (R 91) (dal 2001) portaerei nucleare della Marine nationale;
- Place Charles-de-Gaulle (dal 1970) a Parigi;
- Place Charles-de-Gaulle (Bayeux) (dal 1946) a Bayeux;
- Place du Général-de-Gaulle (Lilla) (dal 1944) a Lilla;
- Place du Général-de-Gaulle (Marsiglia) (dal 1970) a Marsiglia;
- Place du Général-de-Gaulle (Rouen) (dal 1944) a Rouen;
- Piața Charles de Gaulle (dal 1990) a Bucarest;
- Ploŝadʹ Šarlâ de Gollâ (dal 1990) a Mosca;
- Pont Charles-de-Gaulle (dal 1998) a Parigi;
- Pont Charles-De Gaulle (Montréal) (dal 1985) a Montréal;
- Stade Charles-de-Gaulle a Porto-Novo in Benin;
- Numerose strade, avenue, boulevard, piazze, spianate, statue, stazioni e ponti sono intitolati a Charles-de-Gaulle o al Général-de-Gaulle all'estero. In Francia sono 3.600 le intitolazioni a lui dedicate.

### Lascito storico e politico
La Costituzione francese del 1958 dura ormai da più di mezzo secolo, con alcune modifiche. «L'uomo di Londra» (o «L'uomo del 18 giugno») è entrato in un passato mitico nel quale, per i francesi, lui incarna, e lui solo, l'opposizione al Governo di Vichy.
Gli anni che l'economista Jean Fourastié ha chiamato i "Trenta Gloriosi" (1945-1975) hanno lasciato ai francesi il ricordo di un'epoca, seppur non facile (due guerre coloniali), almeno di crescita e prosperità. «Noi non siamo i più ricchi, noi non siamo i più potenti, ma io vi garantisco che noi siamo fra i più felici», affermava Georges Pompidou durante i consueti auguri di fine anno ai francesi. Ora, la fine di questo periodo felice corrisponde approssimativamente a quello di de Gaulle: difficile quindi in queste condizioni separare oggettivamente quello che è dovuto all'uomo e al suo delfino designato (Georges Pompidou) da quello che è dovuto al contesto economico.
Dal punto di vista politico il partito da lui fondato nel 1968, l'Unione dei Democratici per la Repubblica (nel 1976 divenne Raggruppamento per la Repubblica) inaugurò di fatto un movimento politico definito "neogollismo", che con Pompidou, Chirac e Sarkozy governerà la Francia a più riprese.
Il primo presidente della quinta Repubblica francese appare come uno degli ultimi grandi uomini capaci di fare la storia, lui che ha saputo spesso muovere gli eventi invece di lasciarsi muovere da essi; "protagonista della storia politica europea del Novecento, Charles de Gaulle è stato anche un pioniere nel ricorso ai mass media. In maniera più aneddotica, molti tratti della sua personalità avevano generato una simpatia dei francesi verso la sua persona: innanzitutto il suo vocabolario non convenzionale per un uomo politico della sua epoca e della sua età («culbute», «chienlit»), le sue battute spiritose, o il suo senso della replica (durante una conferenza stampa, egli rispose a un giornalista la cui domanda era semplicemente «Come state?» con «Non sto male, ma rassicuratevi: un giorno non mancherò di morire»); a Louis Vallon che avrebbe urlato «Morte agli stupidi!» durante una riunione, ai tempi del RPF, de Gaulle rispose: «Vasto programma!». Noti sono anche il suo disprezzo esibito per i partiti politici e, infine, la sua sfiducia verso una destra che non lo amava (e che glielo fece vedere nel 1969), così come verso una sinistra che non aveva mai veramente sostenuto il progetto di partecipazione dei salariati ai benefici della loro impresa, che gli era caro (conformemente alla sua politica direttamente ispirata dal cattolicesimo sociale). De Gaulle era, in uno spirito molto «Asterix», uno di quei «piccoli che non si lasciano sopraffare dai grandi». Non ci si sorprende quindi della sua dichiarazione secondo la quale il suo libro preferito sarebbe Cyrano de Bergerac. Egli fece un giorno questa constatazione ironica: «In fondo, voi sapete, il mio solo rivale internazionale è Tintin».
Il generale de Gaulle ha pianificato e modernizzato la ricerca e l'industria con l'impulso dello Stato. È durante il suo periodo che datano gli inizi dei grandi programmi che hanno fatto la forza dell'industria francese e che trovano il loro risultato nelle grandi imprese francesi o europee:
- nell'aeronautica, la creazione di Sud Aviation e poi Nord Aviation (che diventeranno l'Aérospatiale), il Caravelle e il Concorde[41] hanno dato nascita in seguito ad Airbus Industrie;
- nell'aerospaziale, la creazione del Centre national d'études spatiales (CNES) nel 1961, il programma spaziale francese delle «Pierres Précieuses» e il lanciatore Diamant – il primo lanciatore costruito al di fuori degli USA e dell'URSS – hanno condotto alla nascita di Arianespace e dell'Agenzia Spaziale Europea (senza dimenticare che il Centre spatial guyanais prima di essere europeo fu realizzato per le necessità dell'industria aerospaziale francese);
- nel nucleare, la creazione del Commissariat à l'énergie atomique (CEA) nel 1945 ha permesso alla Francia di controllare l'insieme della filiera nucleare con la società Areva (e di dotarsi di una autonoma forza di dissuasione nucleare);
- nell'informatica, gli obiettivi del Plan Calcul (del 1966) non furono raggiunti, ma, grazie in particolare alla creazione del CII (nel 1966) e dell'IRIA (in seguito INRIA) (nel 1967), la Francia è il solo Paese europeo che sia riuscito a conservare un produttore informatico puramente francese, Bull – che produce dei supercomputers - e che, insieme ad Atos, è un leader europeo dell'informatica;
- nel settore petrolifero, creazione di Elf Aquitaine (in seguito Total); bancario, creazione della Banque nationale de Paris (in seguito BNP Paribas); televisivo, creazione dell'ORTF (in seguito Radio France, France Télévisions, TDF, SFP e INA); o ancora Alstom, Safran e Thales, che, anche se create successivamente, risultano della politica di integrazione industriale degli anni 60;
- più in generale nella tecnologia, come ad esempio lo standard di trasmissione televisiva SÉCAM (adottato anche dall'URSS) o il turbotreno (da cui discende il TGV);[42]
- e nella pianificazione del territorio: creazione dell'IAURP[43] (nel 1960), del CIAT[44] (nel 1960) e della DATAR[45][46] (nel 1963), che porteranno alla creazione di 9 villes nouvelles, di 13 métropoles d'équilibre e dello SDAURP [47]; istituzione di 21 circonscriptions d'action régionale (nel 1964) e riorganizzazione della Région parisienne (nel 1964), da 3 ad 8 dipartimenti.

## Onorificenze

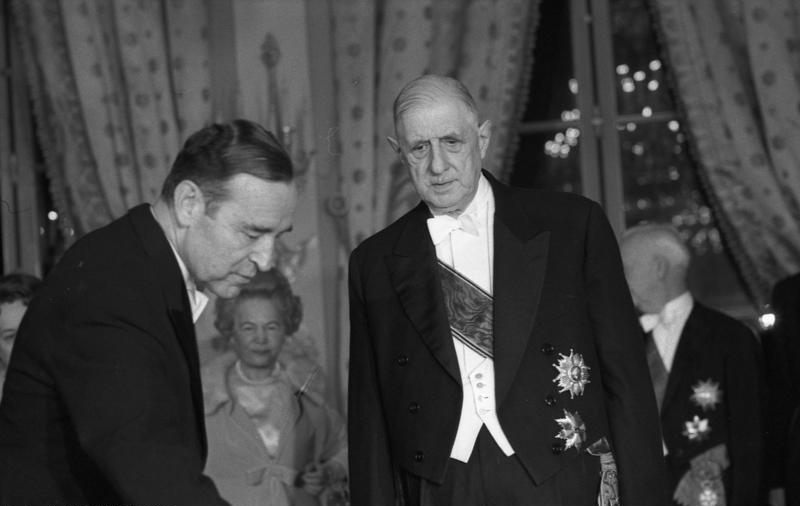
Charles de Gaulle nel 1968.

Charles de Gaulle, Cavaliere dell'Ordine dei Serafini

Stemma della famiglia de Gaulle

Charles de Gaulle ha ricevuto almeno 80 tra onorificenze, distinzioni e decorazioni:

### Titoli e privilegi religiosi
Quale Presidente della Repubblica:
- Primo e unico canonico d'onore della basilica di San Giovanni in Laterano (Santa Sede)
- Proto-canonico della cattedrale di Notre-Dame d'Embrun
- Proto-canonico della basilica di Notre-Dame di Cléry
- Canonico onorario delle cattedrali di Saint Jean-Baptiste di Saint-Jean-de-Maurienne, di Saint-Julien di Mans, di Saint-Maurice d'Angers, di Saint-Jean di Lione, di Saint-Étienne di Cahors e di Saint-Étienne di Châlons
- Canonico onorario delle chiese di Saint-Hilaire di Poitiers, di Saint-Martin di Tours e di Saint-Germain-des-Prés a Parigi

## Opere
- (FR) Charles de Gaulle, La discorde chez l'ennemi, 1ª ed., Paris, Berger-Levrault, 1924.
- (FR) Charles de Gaulle, Le Fil de l'épée, 1ª ed., Paris, Berger-Levrault, 1932.
- (FR) Charles de Gaulle, Vers l'armée de métier, 1ª ed., Paris, Berger-Levrault, 1934.
- (FR) Charles de Gaulle, La France et son armée, 1ª ed., Paris, Plon, 1938.
- (FR) Charles de Gaulle, Trois études, 1ª ed., Paris, Berger-Levrault, 1945.
- (FR) Charles de Gaulle, Mémoires de guerre, 3 volumi, 1ª ed., Paris, Plon, 1954-1959.[57]
  - (FR) Charles de Gaulle, L'Appel 1940-1942, in Mémoires de guerre, vol. 1, 1ª ed., Paris, Plon, 1954.
  - (FR) Charles de Gaulle, L'Unité 1942-1944, in Mémoires de guerre, vol. 2, 1ª ed., Paris, Plon, 1956.
  - (FR) Charles de Gaulle, Le Salut 1944-1946, in Mémoires de guerre, vol. 3, 1ª ed., Paris, Plon, 1959.
- (FR) Charles de Gaulle, Discours et messages, 5 volumi, 1ª ed., Paris, Plon, 1970.[58]
- (FR) Charles de Gaulle, Mémoires d'espoir, 2 volumi, 1ª ed., Paris, Plon, 1970-1971.[59]
- (FR) Charles de Gaulle, Lettres, Notes et Carnets, a cura di Philippe de Gaulle, 13 volumi, 1ª ed., Paris, Plon, 1980-1997.[60]
- (FR) Charles de Gaulle, Le Fil de l'épée et autres écrits, Paris, Plon, 1999, ISBN 9782259191395. URL consultato il 1º settembre 2020 (archiviato dall'url originale il 28 gennaio 2018).[61]
- (FR) Charles de Gaulle, Mémoires de guerre et mémoires d'espoir, Paris, Plon, 2016, ISBN 9782259249362. URL consultato il 19 ottobre 2017 (archiviato dall'url originale il 19 ottobre 2017).[62]

## Media

### Documentari
- Le Général de Gaulle et les hommes du 18 juin
- La naissance de la Vème République
- 1987 - (EN) De Gaulle ou l'eternel défi, su IMDb, IMDb.com.
- 1995 - C'était de Gaulle (1995)
- 2001 - Charles de Gaulle, le devoir de combattre
- 2005 - Charles de Gaulle, un destin français
- 2005 - (EN) De Gaulle intime, su IMDb, IMDb.com.
- 2005 - De Gaulle le retour, 13 mai 1958
- 2006 - (EN) Yvonne de Gaulle, le rendez-vous de novembre, su IMDb, IMDb.com.
- 2006 - (EN) Les derniers jours de Charles de Gaulle, su IMDb, IMDb.com.
- 2007 - (EN) De Gaulle - Naissance d'un mythe?, su IMDb, IMDb.com.
- 2009 - De Gaulle, la fin d'un règne
- 2010 - Mémoires de Guerre du général de Gaulle
- 2011 - (EN) De Gaulle, notre president, su IMDb, IMDb.com.
- 2012 - (EN) De Gaulle, le géant aux pieds d'argile, su IMDb, IMDb.com.
- 2012 - (EN) De Gaulle, le dernier des géants, su IMDb, IMDb.com.
- 2017 - (EN) De Gaulle, le dernier roi de France, su IMDb, IMDb.com.

### Docudrama
- 1983 - (EN) Le général a disparu, su IMDb, IMDb.com.
- 1990 - (EN) Moi, général de Gaulle, su IMDb, IMDb.com.
- 2006 - (EN) Ils voulaient tuer de Gaulle, su IMDb, IMDb.com.
- 2006 - (EN) Le grand Charles, su IMDb, IMDb.com.
- 2009 - (EN) Adieu de Gaulle, adieu, su IMDb, IMDb.com.
- 2010 - (EN) Ce jour-là, tout a changé - L'Appel du 18 Juin, su IMDb, IMDb.com.
- 2010 - (EN) Je vous ai compris : de Gaulle, 1958-1962, su IMDb, IMDb.com.

### Film
- 1973 - Il giorno dello sciacallo (tratto dall'omonimo romanzo)
- 2020 - De Gaulle

### Opere su Charles de Gaulle in italiano
- Charles Williams, De Gaulle, Mondadori, 1997, ISBN 978-88-04-42731-5.
- Daniele Caviglia, De Gaulle e il tentativo di spostare l'asse politico europeo: il piano Fouchet, CEDAM, 2000, ISBN 978-88-13-22791-3.
- Don Cook, De Gaulle, tradotto da Loipo Maggio M., Dall'Oglio, 1987, ISBN 978-88-7718-625-6.
- Donatella Campus, L'antipolitica al governo. De Gaulle, Reagan, Berlusconi, Il Mulino, 2007, ISBN 978-8815115133.
- Edoardo Sogno, De Gaulle: la spada appesa al filo, Bietti, 1998, ISBN 978-88-8248-005-9.
- Gaetano Quagliariello, De Gaulle, Rubbettino, 2012, ISBN 978-88-15-09445-2.
- Gaetano Quagliariello, De Gaulle e il gollismo, Il Mulino, 2003, ISBN 978-88-4983-515-1.
- Giancarlo Governi e Giorgio Sini, Un gallo per de Gaulle, Editrice Donchisciotte, 2004, ISBN 978-88-88889-06-1.
- Ivano Russo, Politica estera e «diplomazia personale». Fanfani, de Gaulle e le relazioni italo-francesi negli anni Cinquanta, Franco Angeli, 2009, ISBN 978-88-568-0290-0.
- Piera Bagnato, Pier Luigi Ballini, Jean-Dominique Durand e Alain Larcan, Giorgio La Pira e la Francia. Temi e percorsi di ricerca. Da Maritain a de Gaulle, a cura di Pier Luigi Ballini, Giunti Editore, 2005, ISBN 978-88-09-03905-6, SBN UBO2731222.
- Pietro Lugaro, De Gaulle: L'uomo che non conosciamo, Milano, Edizioni Paoline, 1992, ISBN 978-8831506793.
- Régis Debray, A domani, presidente. De Gaulle, la sinistra, la Francia, Marsilio, 1991, ISBN 978-88-7718-625-6.
- Riccardo Brizzi e Michele Marchi, Charles de Gaulle, Il Mulino, 2008, ISBN 978-8815125699.
- Riccardo Brizzi, L'uomo dello schermo. De Gaulle e i media, Il Mulino, 2011, ISBN 978-8815147288.
- Sara Gentile, Capo carismatico e democrazia: il caso de Gaulle, Franco Angeli, 1998, ISBN 978-88-464-0663-7.
- Umberto Coldagelli, La quinta Repubblica. Da de Gaulle a Sarkozy. L'evoluzione di un presidenzialismo extra-costituzionale, Donzelli, 2009, ISBN 978-88-6036-304-6.
- Valentina Sommella, Un'alleanza difficile. Churchill, de Gaulle e Roosevelt negli anni della guerra, Aracne, 2005, ISBN 978-88-548-0265-0.